# Brief Candle in the Dark: My Life in Science

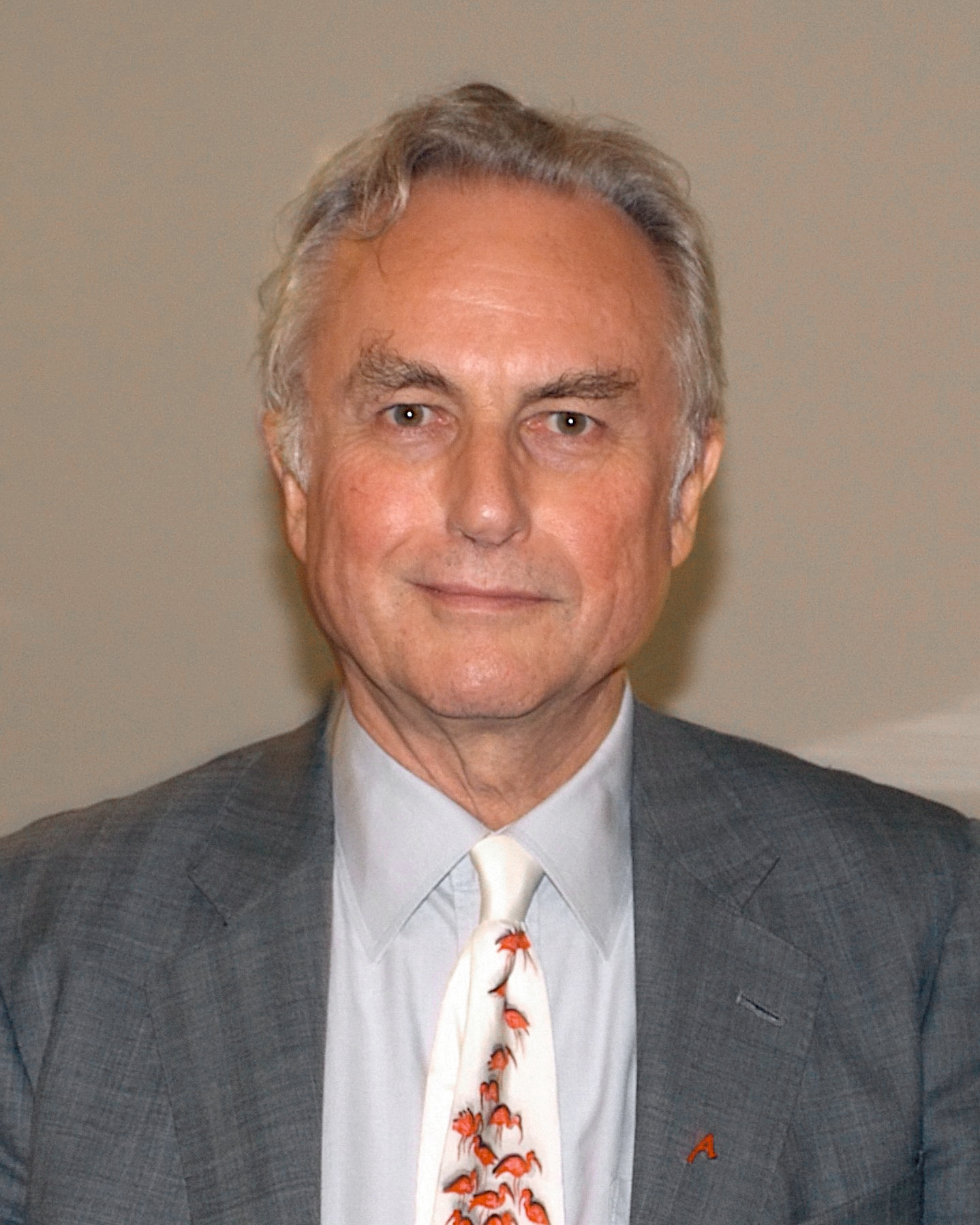
Richard Dawkins, autor da obra.

Brief Candle in the Dark: My Life in Science é o segundo volume das memórias autobiográficas do biólogo evolucionista britânico Richard Dawkins (o primeiro foi An Appetite for Wonder). O livro foi publicado em inglês em setembro de 2015. Kirkus Reviews chamou o livro de "uma impressionante visão geral".